# Olympische Sommerspiele 1988/Teilnehmer (Chile)
| Gelbes Symbol für Goldmedaillen mit stilisierten Olympischen Ringen | Graues Symbol für Silbermedaillen mit stilisierten Olympischen Ringen | Braundes Symbol für Bronzemedaillen mit stilisierten Olympischen Ringen |
| ------------------------------------------------------------------- | --------------------------------------------------------------------- | ----------------------------------------------------------------------- |
| —                                                                   | 1                                                                     | —                                                                       |

Chile nahm an den Olympischen Sommerspielen 1988 in Seoul, Südkorea, mit einer Delegation von 17 Sportlern (16 Männer und eine Frau) teil.

## Medaillengewinner

### Silber
| Name                   | Sportart | Wettkampf |
| ---------------------- | -------- | --------- |
| Alfonso de Iruarrizaga | Schießen | Skeet     |

## Teilnehmer nach Sportarten

### Leichtathletik
- Carlos Bernardo Moreno
100 Meter: Vorläufe
200 Meter: Vorläufe

- Pablo Squella
800 Meter: Viertelfinale

- Omar Aguilar
Marathon: Rennen nicht beendet

- Emilio Ulloa
3000 Meter Hindernis: Vorläufe

- Gert Weil
Kugelstoßen: 6. Platz

### Moderner Fünfkampf
- Julio Fuentes
Einzel: 54. Platz
Mannschaft: 18. Platz

- Ricardo Falconi
Einzel: 55. Platz
Mannschaft: 18. Platz

- Gerardo Cortes junior
Einzel: 57. Platz
Mannschaft: 18. Platz

### Rudern
- Alejandro Rojas
Doppelzweier: Viertelfinale

- Marcelo Rojas
Doppelzweier: Viertelfinale

### Schießen
- Alfonso de Iruarrizaga
Skeet: Silber

### Tischtennis
- Jorge Gambra
Einzel: 49. Platz
Doppel: 25. Platz

- Marcos Núñez
Einzel: 49. Platz
Doppel: 25. Platz

- Jacqueline Díaz
Frauen, Einzel: 33. Platz